# بارنج
باریش (بارنج) روستای سابق و محله بزرگ و آباد و معروف بارنج که اکنون واقع در منطقه یک شهرداری تبریز و بخشی در منطقه پنج شهرداری تبریز در گوشه شمال شرقی تبریز در کنار رود مهرانه‌رود بنا شده‌است. بارنج قبلاً روستای تاریخی بوده آثار چندی از بقایای آتشکده و قلعه و قبرستان در حوالی آن تا چندین سال پیش باقی بود.
بارنج آبادی بسیار پر رونقی بود که قسمتی از میوه جات و غلات شهر را در گذشته تأمین می‌کرد. محدوده باغات این روستا از حد میدان فهمیده کنونی شروع شده و بخشهای از ولیعصر و ... رو شامل می شد. مردمان این آبادی بسیار فعال و مهمان نواز و اهل فن و فنون آب و آبیاری و متخصص حفر قنات و حوالی آن کاریز بودند.
بارنج و اراضی آن تا اصلاحات ارضی سال ۱۳۴۱ یک روستای آبادی بود که فقط اراضی آن زیر کشت غلات بود ولی در همین سال که مهاجرت روستاییان به شهر آغاز شد و اربابان و مالکان ثروتمند شروع به زمین خواری و بساز بفروشی کردند و زمین‌های مزروعی و باغات زیبا و سرسبز و باطراوت تبریز یکی پس از دیگری تفکیک و تخریب و اختصاص به شهری سازی یافت، سرمایه دار معروف تبریزی به نام مرحوم مرتضی رحیم زاده خوئی اولین بنیانگذار شهرک سازی در تبریز، تمام اراضی روستاری بارنج را در جنوب آن به بهای خیلی ارزان خریداری و شهرکسازی را شروع نمود و برای رونق دادن به این مسئله و تشویق مردم برای خانه سازی در اراضی بارنج که اکنون شهرک بزرگ و آباد و پررونق کوی ولیعصر است قسمتی از اراضی را در اختیار دانشگاه تبریز به‌طور رایگان برای احداث خوابگاه دانشجویی قرار داد و شهرداری تبریز و مسئولان شهری هم امکانات لازم را برای رفاه دانشجویان دانشگاه فراهم ساختند و به تدریج تمام اراضی بارنج به فروش رفته و تبدیل به شهرکی معروف شد که امروزه در گوشه شمال شرقی تبریز به نام کوی ولیعصر (ولیعهد سابق) قرار دارد.
یادم می آید در سالهای ۱۳۴۸ تا ۱۳۵۰ پدرم باتفاق دوستش که هر دو فرهنگی های قدیم تبریز بودند و ما پسر بچه ها  از کوچه های ابرسانی بسمت بارش یا همان باریش حرکت می کردیم کمی جلوتر باغات شروع می شد بعد به یک بستر بزرگ رودخانه ای می رسیدیم که اب  رودی قابل عبور در تابستان در وسط ان جریان داشت ، در گوشه ای از این بستر بزرگ رودخانه که بلندی منتهی می شد اب چشمه ای جوشان بیرون می زد که اب گوارای سردی  داشت بعد از بستر رودخانه به روستای بارش  یا باریش می رسیدیم که میدانی چهار گوشه منتهی از کوچه های روستا داشت و قهوه خانه ای  داشت با تخت های چوبی در وسط میدان با سایه درختان . و معمولا تخم مرغ در سماور اب پز می کرد ، زیاد کسی از شهر به انجا نمی امد  الان یادم نیست ان چند دکان قدیمی بی رمق چه می فروختند و البته مقداری جلوتر استخری بزرگ در جلوی تپه ای بود که نمی دانم چه کاربردی داشت . بعد از کوچه  ۵۰۰ متری در کوچه خاکی می رفتیم به اسیابی می رسیدیم  که اب از مزارع بالاتر و بلندتر در اسباب می ریخت . در ان مزارع بالا دست اب چشمه ای زلال با سرعت زیاد پای درختان تبریزی در جریان بود و مزارع سرسبز احتمالا بونچه زار  در اطراف بود مقداری خواب بعداز ظهری در سکوت تابستان ، و بعد مقداری پیاده روی تا جلوی خوابگاه دانشگاه اذرابادگان  که مبدا اتوبوس برای برگشت به میدان ساعت بود .